# Cuneolinella
Cuneolinella es un género de foraminífero bentónico de la familia Textulariellidae, de la superfamilia Ataxophragmioidea, del suborden Ataxophragmiina y del orden Loftusiida. Su especie tipo es Cuneolinella lewisi. Su rango cronoestratigráfico abarca el Mioceno medio.

## Discusión
Clasificaciones previas incluían Cuneolinella en el suborden Textulariina del orden Textulariida o en el orden Lituolida.

## Clasificación
Cuneolinella incluye a la siguiente especie:
- Cuneolinella lewisi